# Malrove
De malrove (Marrubium vulgare) is een vaste plant, die behoort tot de lipbloemenfamilie (Lamiaceae). De soort staat op de Nederlandse Rode Lijst van planten als zeer zeldzaam en zeer sterk in aantal afgenomen. De plant komt van nature voor in het Middellandse Zeegebied en in Centraal- en West-Azië.

## Kenmerken
De plant wordt 30-60 cm hoog en heeft een aan de voet vertakte, rechtopgaande, witviltige stengel. De kortgesteelde, aan de onderzijde viltige, eirond tot rondachtige, behaarde bladeren zijn sterk gerimpeld.
De malrove bloeit in Nederland van juni tot de herfst met witte, bolvormige, veelbloemige schijnkransen. De kelk heeft aan de top tien haakvormig gekromde tanden. De bloem is 5-7 mm lang.
De vrucht is een vierdelige splitvrucht.
De plant komt in Nederland voor op open, stikstofrijke grond in de duinen en op kalkrijke hellingen in Zuid-Limburg.

## Toepassingen
De plant wordt in hoestdrank en hoestbonbons verwerkt, de oude Egyptenaren gebruikten het al. In bepaalde delen van Engeland wordt malrove gebruikt om bier mee te maken.

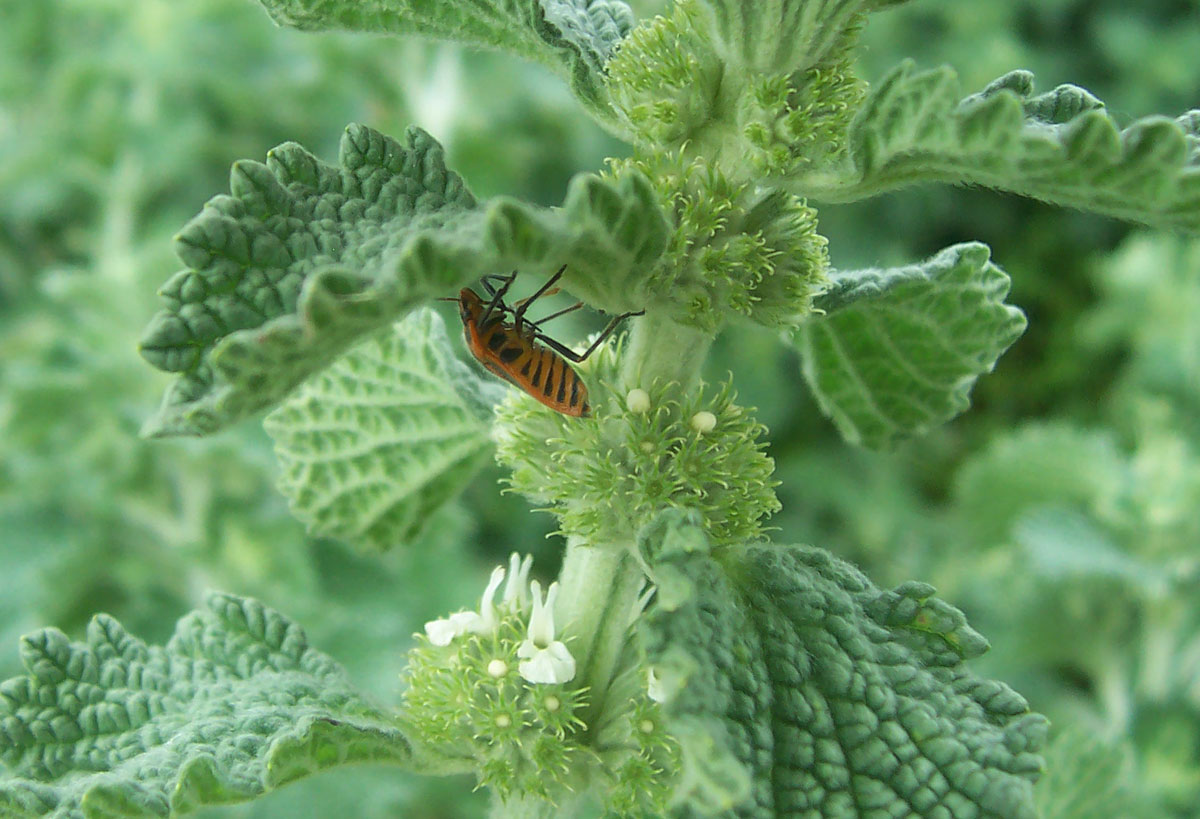
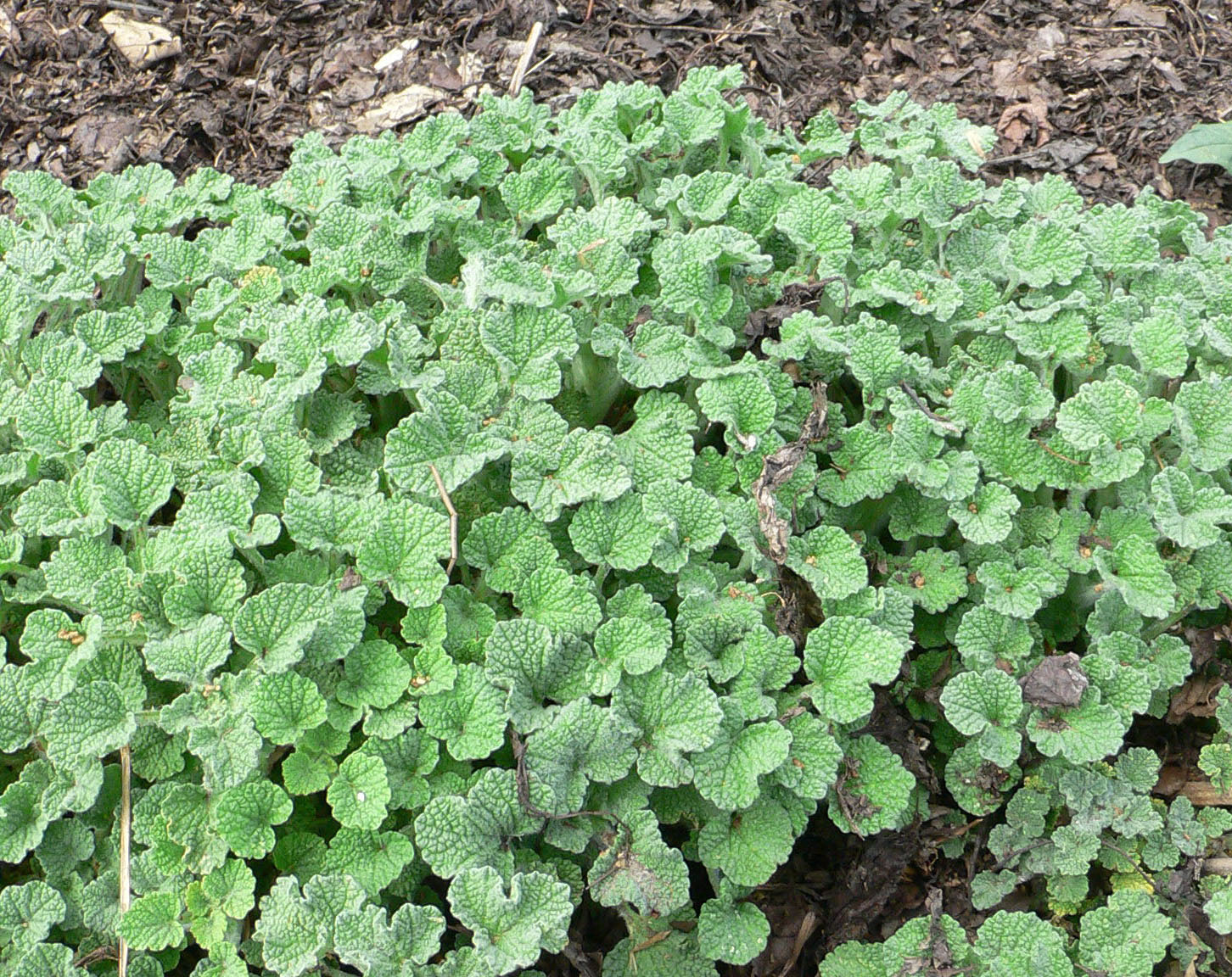

## Geraadpleegde literatuur
1. ↑  Koomen, E. (1976). Tuinieren voor iedereen. Baarn: Market Books bv.